# Illice phaeoceps
Illice phaeoceps là một loài bướm đêm thuộc phân họ Arctiinae, họ Erebidae.